# Intervención (arte)

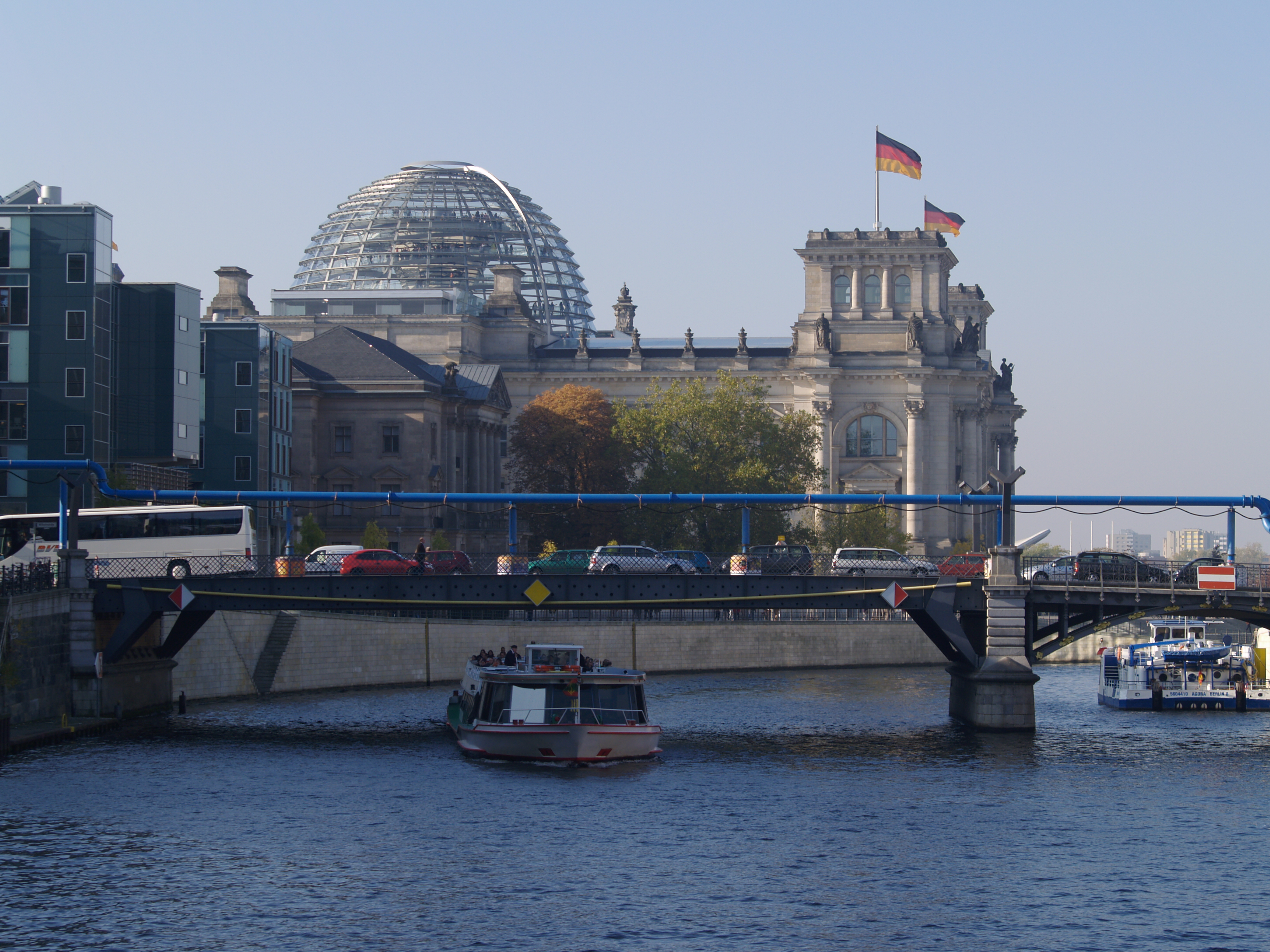
Cúpula de metal y cristal sobre el Edificio del Reichstag de Berlín, de Norman Foster (1999). Además de esta intervención en forma de adición funcional y estética permanente, el edificio también había sido objeto previamente de una intervención temporal (en el sentido de acción artística original y diferenciada) de Christo (1992).

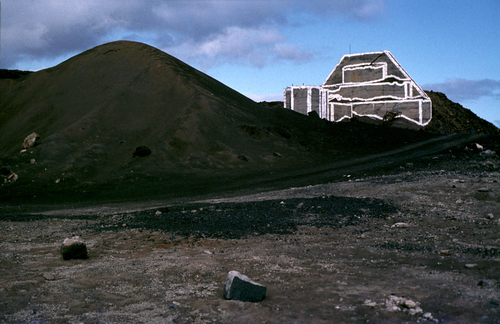
Intervención de Eberhard Bosslet en un paisaje natural de la isla de El Hierro, desde 1983.

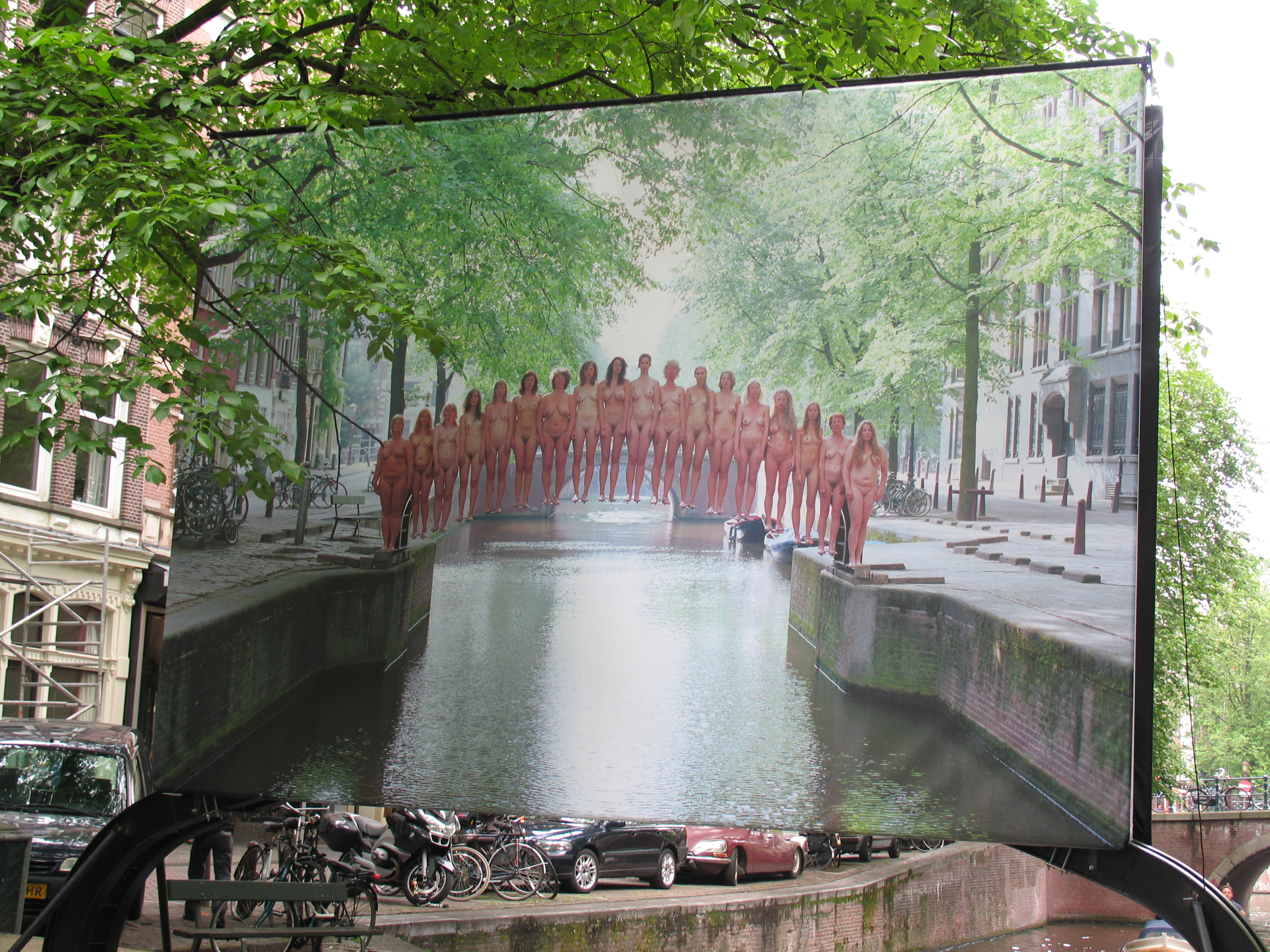
Intervención de Spencer Tunick en Ámsterdam, 2007.

Intervención, en arte, es un término polisémico, que según el contexto tiene significados diferentes:

## Intervención artística
Es la adición de contenido (funcional y estético) sobre una obra de arte anterior, sea para completarla (por estar inacabada) o bien de modificarla con un nuevo criterio. Es una constante especialmente en la arquitectura, cuyos edificios pueden estar en construcción durante largos periodos de tiempo, por ejemplo: la terminación de una catedral románica en estilo gótico, el remate de la catedral de Florencia con la cúpula renacentista de Brunelleschi, las sucesivas modificaciones de la Basílica de San Pedro de Roma, las del Palacio del Louvre de París, o la construcción del Templo Expiatorio de la Sagrada Familia de Barcelona; ha sido una constante histórica que las intervenciones más atrevidas, las que cambian radicalmente el aspecto de los edificios, especialmente de los considerados emblemáticos, hayan sido polémicas entre sus contemporáneos.
Las intervenciones también se producen en pintura o escultura: la modificación de El Juicio Final de Miguel Ángel por Daniele da Volterra il Braghettone; u otras mutilaciones o sustituciones de rostros o partes del cuerpo de figuras que se producen por criterios morales o políticos (damnatio memoriae). En muchas ocasiones, la intervención sobre una obra terminada la realiza su mismo autor, con diferentes criterios (son célebres las de William Turner y otros pintores ingleses de finales del XVIII y principios del XIX durante los días de barnizado que precedían a las exposiciones académicas). Si se realizan durante el mismo proceso de creación se denominan pentimenti (arrepentimientos).

## Intervención como acción artística original y diferenciada sobre un espacio
Es una acción artística original y diferenciada, que modifica alguna o varias de las propiedades de un espacio, que pasa a ser un espacio artístico por el simple hecho de que un artista decida desarrollar sobre él su actividad. Su condición de obra de arte no es evidente en un sentido material, puesto que la mayor parte de las veces estas intervenciones son por su propia naturaleza arte efímero, no destinado a perdurar, sino a desmontarse pasado un breve tiempo, y sus restos materiales no tienen la condición de obras de arte, sino de material de desecho. Paradójicamente, ese destino efímero lo comparten algunas obras de arte contemporáneo destinadas a perdurar, al menos en la voluntad de su creador, cuyo peculiar aspecto ha producido accidentes, al ser tomadas por alguien como simple basura o material de reciclaje, condiciones con las que no tienen ninguna diferencia material. Muy habitualmente no hay consenso social sobre la condición artística de una intervención, especialmente cuando se hace de forma espontánea o no se somete a permisos o regulaciones oficiales, con lo que puede ser considerada vandalismo o gamberrismo al no haber ninguna diferencia material con esos conceptos (graffiti, arte callejero).
Las intervenciones como acción artística suelen consistir en la ocupación física de parte del espacio público por objetos dispuestos en un determinado lugar por un artista, el uso de una determinada parte de un museo para un fin "no convencional", u otras acciones imposibles de clasificar, porque no hay más límite a la modalidad de una intervención que la imaginación del artista. El término "intervención" es un vocablo en continua evolución, y según la rama del arte, la voluntad del artista o la obra misma, adquiere significados diferentes. Actualmente es más una palabra descriptiva de una obra, que una categorización en la que puedan ubicarse claramente obras con características comunes. La polémica que suele acompañar las intervenciones es considerada por los artistas como parte del resultado artístico que buscan, como provocación, y suscitan la reflexión sobre los límites del arte mismo y su relación con las instituciones y 
el mercado de arte, así como con los mismos conceptos de mercado, poder y sociedad.
Las vanguardias artísticas posteriores a la Primera Guerra Mundial (1918), especialmente el dadaísmo y el surrealismo, se caracterizaron por actividades artísticas no convencionales que pueden ser caracterizadas de instalaciones, como la recogida de objetos cotidianos para ser exhibidos como piezas de museo y la utilización de las piezas habituales de los museos como mero soporte de la actividad artística (Marcel Duchamp); o la ocupación de espacios para la realización de actividades extravagantes, de la que fueron continuidad los happenings de mediados del siglo XX.
Desde finales del siglo XX, ya con el uso frecuente de esa denominación, las intervenciones de Christo lograron una enorme repercusión mediática (forrar islas enteras de color rosa, el Pont Neuf de París, el Edificio del Reichstag de Berlín). Similar impacto han tenido las convocatorias de grandes grupos de personas para desnudarse, adoptar una determinada postura y ser fotografiadas por Spencer Tunick.